# 野沢誠
野沢誠（のざわまこと、1953年- )は、日本の建築家。フィリップ・スタルクの日本での建築作品の協働などでも知られる。兵庫県生まれ。

## 略歴
- 1976年、日本大学理工学部建築学科卒業
- 1986年、株式会社グローバルエンヴァイロンメントシンクタンク（GETT一級建築士事務所）を設立

## 受賞歴
- 1990年、「アサヒビール吾妻橋ホール（スーパードライホール)」で、商環境デザイン賞・優秀賞受賞
- 1992年、「TAKビル」で、商環境デザイン賞・奨励賞受賞
- 1997年、「コスチュームナショナル青山店」で、ナショップ・ライティングコンテスト96　優秀賞受賞
- 2002年、「広尾　京寿々」で、商環境デザイン賞・奨励賞受賞

## 代表作
- べんがら村
- アサヒ吾妻橋ホール アサヒアネックス
- ウッドストック
- コスチュームナショナル
- 丸の内カフェ
- ウイン・ア・カウ・フリー(Win A Cow Free)
- マニヴィア(Manivia)
- SHIBUYA O-EAST
- ユーネックスナニナニ(Unhex Nani Nani)
- バロンベール(Ballonvert)
- AGORA HAYAMA Agora　Hayama
- 優しい壁住宅
- ムーアの壁住宅
- アレイの門住宅
- APHU　HIROO
- キャビンアリーナ 人形町
- キャビンアリーナ 赤坂
- キャビンアリーナ 麻布十番
- WORKS　YOTSUYA
- KN127ビル＋KN渋谷1ビルリニューアル
- KN東京ビル＋KN五反田ビルリニューアル
- ヒューマックス恵比寿ビル＋渋谷センタービルリニューアル
- ヒューマックスパビリオン池袋駅前ビルリニューアル